# Хармон, Дэн
Дэн Хармон (англ. Dan Harmon; род. 3 января 1973, Милуоки, Висконсин, США) — американский телевизионный сценарист и продюсер, а также писатель. Хармон наиболее известен как создатель и продюсер телесериала NBC «Сообщество», участием в создании мультсериала «Рик и Морти» для блока Adult Swim на телеканале Cartoon Network, а также как один из основателей некоммерческого ежемесячного фестиваля короткометражных фильмов в Лос-Анджелесе Channel 101. Хармон — автор книги «Вы совершенны, когда вы мертвы» (англ. You'll Be Perfect When You're Dead), опубликованной в 2013 году, и в настоящее время работает над второй книгой, которую планировал к публикации в 2016 году. Также он ведёт еженедельный подкаст Harmontown.

## Биография

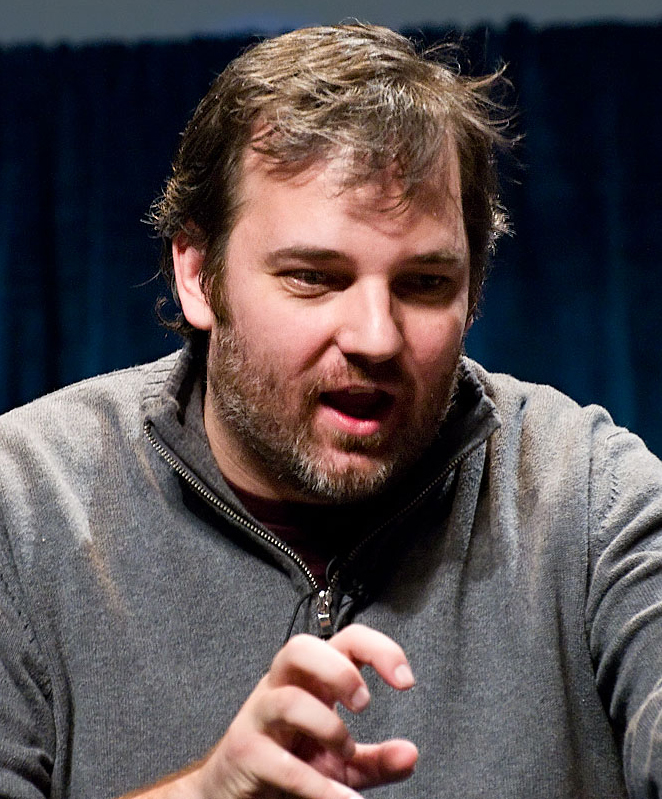
Дэн Хармон на PaleyFest в 2010 году

Хармон родился в Милуоки, штат Висконсин. Окончил старшую школу в Браун Дир, в пригороде Милуоки, и посещал католический университет Маркетт в Милуоки. Некоторое время учился в колледже калифорнийского города Глендейл. Позже Хармон использовал свой опыт обучения в колледже для написания сценария телесериала «Сообщество».
Хармон был участником импровизационного театра комедии ComedySportz в Милуоки вместе с Робом Шрабом (англ. Rob Schrab), членом скетч-труппы The Dead Alewives, создателем комиксов. В 1996 году они вместе подготовили альбом «Take Down the Grand Master». В начале своей карьеры в Милуоки Хармон часто появлялся на сцене бесплатной комедии SafeHouse, отметившись, в частности, песней о мастурбации.
В 1999 году Хармон принял участие в создании пилотной серии телесериала Heat Vision and Jack (в главных ролях Оуэн Уилсон, Джек Блэк и Рон Сильвер). Вместе с Сарой Сильверман он создавал программы для Comedy Central, написав сценарии для нескольких эпизодов. Также Хармон написал сценарии двух эпизодов комедийного веб-сериала Yacht Rock для Channel 101. Вместе с Робом Шрабом он был создателем, исполнительным продюсером и исполнителем телепрограммы Acceptable.TV для канала VH1, написал в соавторстве с ним сценарий мультфильма «Дом-монстр». Ему приписывают написание части серий комиксов Роба Шраба Scud: The Disposable Assassin, а также спин-офф серии комиксов La Cosa Nostroid.
В 2009 году NBC выбрала для показа осенью ситком Хармона «Сообщество», на которую его вдохновил его собственный опыт обучения в колледже сообщества. В течение 3 сезонов Хармон был исполнительным продюсером и шоураннером сериала, пока 18 мая 2012 года не было объявлено о его уходе в результате напряжённости в отношениях с руководством Sony.
1 июня 2013 года Хармон объявил о своём возвращении в команду «Сообщества» в качестве сошоураннера вместе с Крисом Маккенна; эта новость была подтверждена Sony Pictures 10 июня В мае 2014 года после показа пятого сезона NBC приняла решение закрыть сериал, после чего Хармон объявил 30 июня 2014 года, что Yahoo! возобновила сериал, намереваясь показать 13 эпизодов шестого сезона в онлайн-эфире на Yahoo! Screen.
23 мая 2011 года Хармон начал совместно с Джеффом Б. Дэвисом выпускать ежемесячное комедийное шоу и подкаст под названием Harmontown. После его увольнения из команды «Сообщества», шоу стало еженедельным. Шоу вдохновило подписной сервис потокового мультимедиа Seeso на создание мультсериала HarmonQuest. Гостями Harmontown были такие звёзды как Бобкэт Голдтуэйт, Обри Плаза, Эрик Айдл, Джейсон Судейкис, Зои Листер-Джонс, Робин Уильямс, а также бывшая жена Хармона, подкастер Эрин Макгати. В начале 2013 года Хармон и Дэвис провели гастроли, во время которого устраивали трансляции из Остина, Нэшвилла, Сомервилла, Бруклина, штата Род-Айленд и других мест. Этот тур лёг в основу документального фильма режиссёра Нила Беркли, который сопровождал Хармона и Дэвиси. Премьера фильма, названного Harmontown, состоялась на кинофестивале в Остине SXSW 8 марта 2014 года.
Во время годичного перерыва в работе над ситкомом «Сообщество» Хармон в соавторстве с Джастином Ройландом занялся работой над анимационным шоу. В этот же период Adult Swim заказал Хармону и Ройланду 30-минутный анимационный пилот сериала «Рик и Морти». Премьера состоялась 2 декабря 2013 года, по итогам которой было решено снимать второй сезон. В этом сериале Хармон озвучивал рэпера MC Haps и Птичью личность.

## Техника «Круг Истории»
Хармон изобрёл технику повествования, известную как «круг истории». Это самая простая форма рассказа. Во время работы на Channel 101 Хармон обнаружил, что многие из режиссёров, с которыми он работал, утверждали, что не могут писать сюжеты для телевизионных шоу. Это заставило Хармона изменить структуру Джозефа Кэмпбелла о мономифе в простой восьмишаговый процесс, который мог бы помочь производить последовательные истории. Эти шаги заключаются в следующем:
1. Персонаж находится в зоне комфорта
2. Он чего-то хочет
3. Он попадает в незнакомую ситуацию
4. Он приспосабливается к ситуации
5. Он получает то, что хотел
6. Он платит за это высокую цену
7. Он возвращается к своей привычной ситуации.
8. Он изменился в результате путешествия.

## Номинации и награды
В июле 2009 года Хармон был номинирован в двух категориях «Эмми» за участие в написании сценария для телепередачи Oscar: «Лучшее специальное варьете, музыкальная или комедийная программа» и «Выдающаяся оригинальная музыка и тексты песен», в последней из которых он был награждён за «Hugh Jackman Opening Number» на 61-й церемонии вручения Прайм-тайм премии «Эмми».

## Личная жизнь
В 2011 году, во время работы над персонажем Эбедом из сериала «Сообщество», Хармон осознал, что тоже может иметь синдром Аспергера. После консультации с врачом Дэн обнаружил в себе некоторые особенности, указывающие на расстройство аутистического спектра. В одном из выпусков подкаста Кевина Поллака Хармон отметил: «Я знаю, что не нормальный, но мне кажется важным, что … я начал понимать, что у меня больше общего с Эбедом, а не Джеффом».
В декабре 2013 года Хармон предложил заключить брак своей давней подруге Эрин Макгати, подкастеру и комедийной актрисе. Они поженились в ноябре 2014 года, а в октябре 2015 объявили о своём разводе.

## Роли
Дэн Хармон появляется в эпизодической роли во втором эпизоде четвёртого сезона ситкома «Замедленное развитие» в качестве Юрта Клерка и в комедийной драме «Приколисты», где сыграл папарацци. Он также участвовал в озвучивании мультсериала Axe Cop компании Fox. Кроме того, голос Хармона можно услышать в финале «Сообщества», где он за кадром произносит отказ от ответственности.
С февраля 2016 года Хармон играл вымышленную версию самого себя в комедийном телесериале Great Minds with Dan Harmon о путешествиях по истории.

## Фильмография

### Фильмы
| Год  | Название         | Роль            | Примечания                      |
| ---- | ---------------- | --------------- | ------------------------------- |
| 2006 | «Дом-монстр»     | Сценарист       |                                 |
| 2008 | «Кунг-фу панда»  | Сценарист       | В титрах не указан              |
| 2014 | Harmontown       | Камео; продюсер | Документальный                  |
| 2015 | Back in Time     | Камео           | Документальный                  |
| 2015 | «Аномализа»      | Продюсер        | Кукольная мультипликация        |
| 2016 | «Доктор Стрэндж» | Сценарист       | Автор дополнительного материала |

### Телевидение
| Год        | Название                     | Роль                        | Примечания                                               |
| ---------- | ---------------------------- | --------------------------- | -------------------------------------------------------- |
| 1999       | Heat Vision and Jack         | Сценарист                   | Автор пилотной серии                                     |
| 2003       | Computerman                  | Eugene Murzowski            | Кроме того, создатель, автор и исполнительный продюсер   |
| 2006       | MTV Video Music Awards 2006  | Сценарист                   | Церемония награждения                                    |
| 2007       | Acceptable.TV                | Различные роли              | Кроме того, соавтор, сценарист и исполнительный продюсер |
| 2007—2010  | The Sarah Silverman Program  | Соавтор и сценарист         | Ситком на Comedy Central                                 |
| 2008       | Spike Video Game Awards 2008 | Сценарист                   | Церемония награждения                                    |
| 2009       | Оскар (кинопремия, 2009)     | Сценарист                   | Церемония награждения                                    |
| 2009—2015  | Сообщество                   | Автор, сценарист и продюсер |                                                          |
| 2012       | Mary Shelley's Frankenhole   | Доктор Джекилл (голос)      | 5 эпизодов                                               |
| 2013—н. в. | «Рик и Морти»                | Птичья личность / MC Haps   | Кроме того, соавтор, сценарист и исполнительный продюсер |
| 2013       | Замедленное развитие         | Юрт Клерк                   | Эпизод «Borderline Personalities»                        |
| 2013       | Axe Cop                      | Зритель (голос)             | Эпизод «Babysitting Uni-Baby»                            |
| 2015       | «Пьяная история»             | Рассказчик                  | Эпизод «Miami»                                           |
| 2015       | «Симпсоны»                   |                             | 22-й эпизод «Mathlete’s Feat»; автор сцены на диване     |
| 2016—н. в. | Great Minds with Dan Harmon  | Дэн Хармон                  | Также сценарист и исполнительный продюсер                |
| 2016—н. в. | HarmonQuest                  | Камео / Fondue Suvac        | Кроме того, создатель, автор и исполнительный продюсер   |
| 2023       | «Крапополис»                 |                             | Создатель и исполнительный продюсер                      |